# جام تکزاکو (تمام ایرلند)
جام تکزاکو یک رقابت فوتبال در ایرلند بود که به مدت دو فصل در سال‌های ۱۹۷۴ و ۱۹۷۵ برگزار شد. این مسابقات توسط شرکت نفتی آمریکایی تکزاکو حمایت مالی شد.
ریشه این رقابت در جام اصلی تکزاکو بود که در سال ۱۹۷۰ به عنوان رقابتی برای باشگاه‌های انگلیسی، اسکاتلندی، ایرلند شمالی و ایرلندی که برای مسابقات اروپایی واجد شرایط نبودند آغاز شد. باشگاه‌های ایرلندی و ایرلند شمالی در سال‌های ۱۹۷۰–۷۱ و ۱۹۷۱–۷۲ به رقابت پرداختند، اما پس از آن به دلیل فشارهای سیاسی در آن زمان کنار رفتند. جام تکزاکو (تمام ایرلند) که یک رقابت جداگانه بود برای تیم‌های که فقط مخصوص تیم‌های ایرلندی بود.

## قهرمانان
| فصل     | قهرمان    | نایب قهرمانی | نتیجه |
| ------- | --------- | ------------ | ----- |
| ۷۴–۱۹۷۳ | پورتاداون | بوهمیان      | ۵–۳   |
| ۷۵–۱۹۷۴ | واترفورد  | لینفیلد      | ۱–۰   |

## صفحه‌های مشابه
جام تکزاکو